# Andreas Weiland
Andreas Weiland  (1944)  es un poeta bilingüe. Escribe en inglés y también en alemán. Él es también un crítico de arte y cine.

## Vida y obra
Weiland nació el 14 de octubre de 1944 en el seno de una familia pequeñoburguesa en el noroeste de Alemania.  Estudió la literatura, sociología y filosofía en Bochum (Alemania).  Fundó la revista de poesía Touch en 1967 junto con Steven R. Diamant. Massimo Bacigalupo lo llamó "una revista de la vanguardia". Según el crítico Pavel Branko, los textos de Weiland publicados en esta “revista...  le mostraron no sólo como poeta, sino también como crítico perceptivo de arte … y como analista de cine independente, no comercial.  Muchas veces su crítica me picó y me hizo sentir una sensación de envidia  – que alguien tiene algo que uno no tiene.”  Desde 1966 ha traducido poesía del italiano, del griego moderno y del portugués al inglés y al alemán. Ha también traducido Frances Horovitz, Libby Houston, Michael Horovitz, Pete Brown,  Adrian Mitchell, y otros Beat poetas y Angry Young Men”.
En los 70, trabajó durante varios años como lector en el departamento de Alemán e inglés en una universidad de Taiwán. En Taiwán ha creado una revista literaria llamada 街頭 / Street. En aquella época había muchas protestas en las calles contra la dictadura de KMT.  Cuando publicó dos de los escritores que habían sido encarcelados previamente por el KMT, la revista fue cerrada por el régimen. 
También en los años 70,  su poema inspirado por la película “Moisés y Aaron” de Jean-Marie Straub y Danièle Huillet fue publicado en la revista Cahiers du Cinéma.  Este poema fue traducido del alemán al francés por Jean-Marie Straub,  seguido del siguiente comentario:  «Llena con muy poco todas mis esperanzas respecto al filme.». 
El texto de una entrevista entre el poeta y Linda Lombardi publicado en la revista Art in Society incluye la reproducción de una tarjeta enviada en 1982 por Jean-Marie Straub; aquí se agradece al poeta por “los buenos poemas” que ha recibido de él.

### Los años 80 y 90
Desde los años 80, el poeta trabajó como historiador de urbanismo en el departamento de urbanismo de la Universidad de Aachen. 
Pero también escribió poesía. Mantuvo correspondencia con Jürgen Theobaldy, Erich Fried, Cid Corman y otros poetas.  
Con Fang Weigui, ha traducido ciento cincuenta y cinco poemas del antiguo poeta chino Bai Juyi. El libro – publicado en Göttingen en 1999 – fue revisado positivamente por Karl-Heinz Pohl (sinólogo, universidad de Trier) y por Wolfgang Kubin (poeta y sinólogo, Bonn y Pékin).   
En 1987 y 1988, participó en el proyecto feminista “Unter einem Himmel” (“Bajo el mismo cielo”, galería del arte del castillo de Borbeck / Schloss Borbeck, Essen, organizado por Doris Schöttler-Boll.
Más tarde, en 1989, participó en el proyecto “Wo bleibst Du, Revolution?” (Museo de Arte Moderno, Bochum, Alemania, 1989)

### El nuevo milenio (2000 - )
Weiland ha leído sus poemas con frecuencia durante diversos eventos organizados por Doris Schöttler-Boll en la Atelierhaus (Casa de Arte) en Essen Steele. Por ejemplo, ha presentado poemas de su nuevo libro de poesía  DieTage, das Zeitalter (Los días, la edad...) durante la "Larga Noche de los Poetas" (21 de septiembre de 2001) – un evento que contó también los poetas Angelika Janz, Christina Schlegel, D.E. Sattler, Ina Kurz,  Matthias Schamp y Urs Jaeggi. 
Participó  el proyecto “Erfahren/Erinnern” (Figurenfeld Project, Eichstätt, Alemania, 2005-2006) junto con Li Portenlänger, Luc Piron y Angelo Evelyn.  Participó también durante una serie de eventos creados por Li Portenlänger.  Y participó en el gran proyecto “Demer” de Luc Piron (Diest, Bélgica, 2014). 
Recientemente, ha creado dos revistas multilingües en línea. Una de las revistas se llama Voces de la Calle, en español. Y ha traducido poesía del mongol (junto al poeta Hadaa Sendoo).
Andreas Weiland ha publicado varios libros de poesía escritos originalmente en inglés y a veces en alemán, que pueden encontrarse en la Biblioteca Nacional de Alemania y en la Biblioteca Nacional de Holanda. 
Su libro de poemas The Kranenburg Poems era evaluado positivamente en el diario Donaukurier.
Sus poemas han sido publicado en muchas revistas desde 1966 y han sido traducidos a diversos idiomas. 
Su dedicación principal siempre ha sido la poesía, la traducción, el arte, el cine y el activismo político.

## Libros de poesía (selección)
- Gedichte aus einem dunklen Land,

Rotterdam  (Symposium Verlag) 1998
- Die Tage, das Zeitalter,

Rotterdam [etc.] (Jietou Press)  1999, 2.ª edición 2001 
- At Mad Mick's Place,

Rotterdam (Symposium Press) 2000 
– Das verwandte Land,
Rotterdam (Symposium Press) 2000  
- Midwestern vistas & other poems,

Rotterdam (Symposium Press) 2001 
- The Kranenburg Poems,

Rotterdam   (Symposium Press) 2003, 2.ª edición 2004 
- Strange meeting you / Seltsame Begegnung,

Rotterdam (Symposium Press) 2003 
- Die Rosenberg-Barradini-Torres-Gedichte,

Paris (Jietou) 2005  